# Obelisco de Santo Domingo

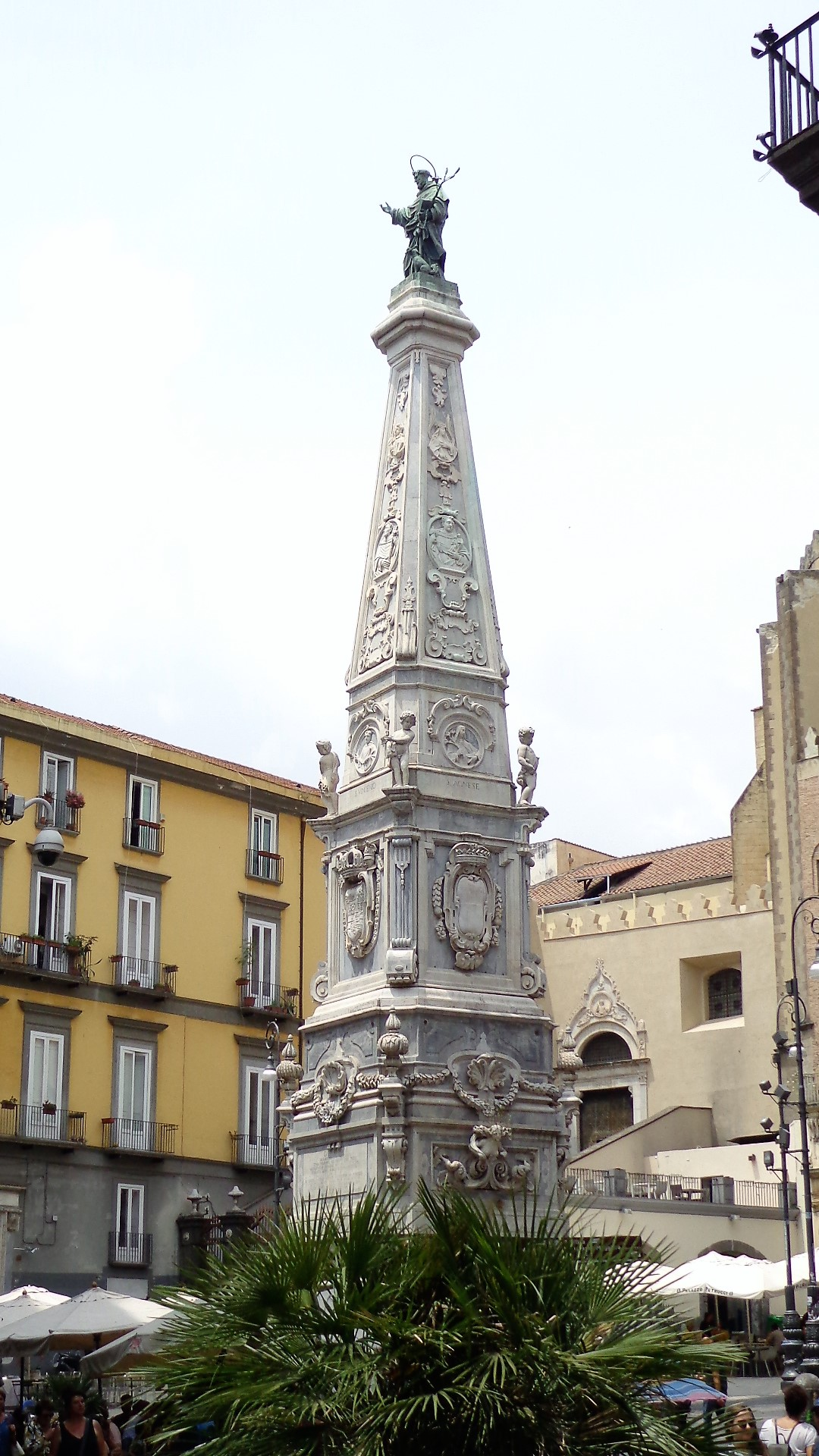
El Obelisco hacia la Basílica de Santo Domingo Mayor.

El Obelisco de Santo Domingo (en italiano, Obelisco di San Domenico o, más propiamente, Guglia di San Domenico) es un obelisco barroco de la ciudad de Nápoles, en Italia. Está ubicado en Piazza San Domenico Maggiore, enfrente de la homónima iglesia.
El monumento es, en orden cronológico, el segundo de los grandes obeliscos de Nápoles, pues se erigió en el siglo XVII después del de San Jenaro y antes el de la Inmaculada.

## Historia

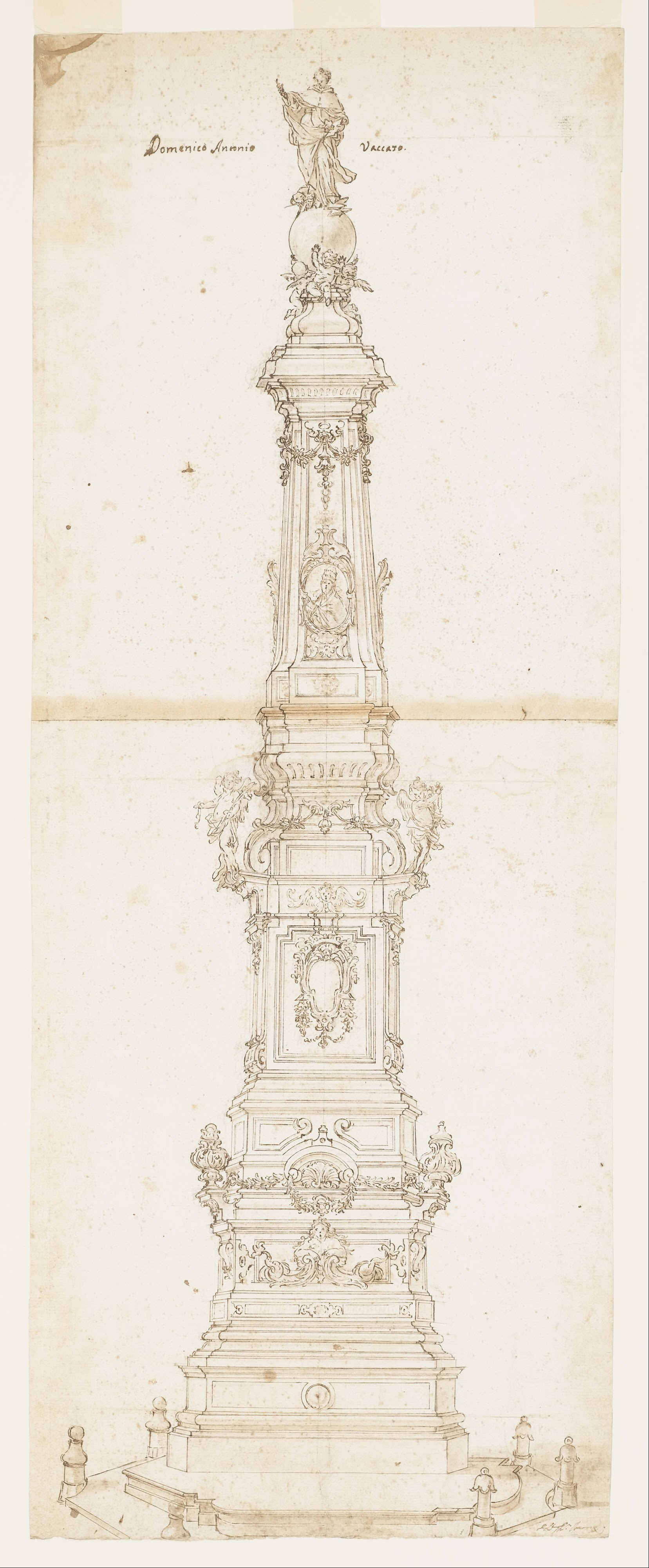
Dibujo de Domenico Antonio Vaccaro, ca. 1737.

El obelisco fue levantado a petición del pueblo napolitano como exvoto a Santo Domingo de Guzmán, como agradecimiento por sobrevivir a una epidemia de peste en 1656. Los padres dominicos, además de ofrecer su ayuda económica (que, sin embargo, fue inferior a la colecta popular), se ocuparon también de la gestión de la obra. Inicialmente confiaron el monumento a Cosimo Fanzago, que en ese entonces estaba ocupado también con la finalización del Obelisco de San Jenaro, iniciado en 1636, y la estatua de San Cayetano en la plaza homónima, iniciada en 1657. Fanzago trabajó en el proyecto del obelisco entre 1656 y 1658, hasta que, debido a su lentitud, fue reemplazado por Francesco Antonio Picchiatti, quien trabajó en esta obra hasta 1666, modificando considerablemente el proyecto original, del cual quedan rastros parciales en la ornamentación de la base en mármol. Las obras en ese momento se llevaron a cabo con lentitud, probablemente porque en la zona se hallaron los restos arqueológicos de la Puerta Cumana. 

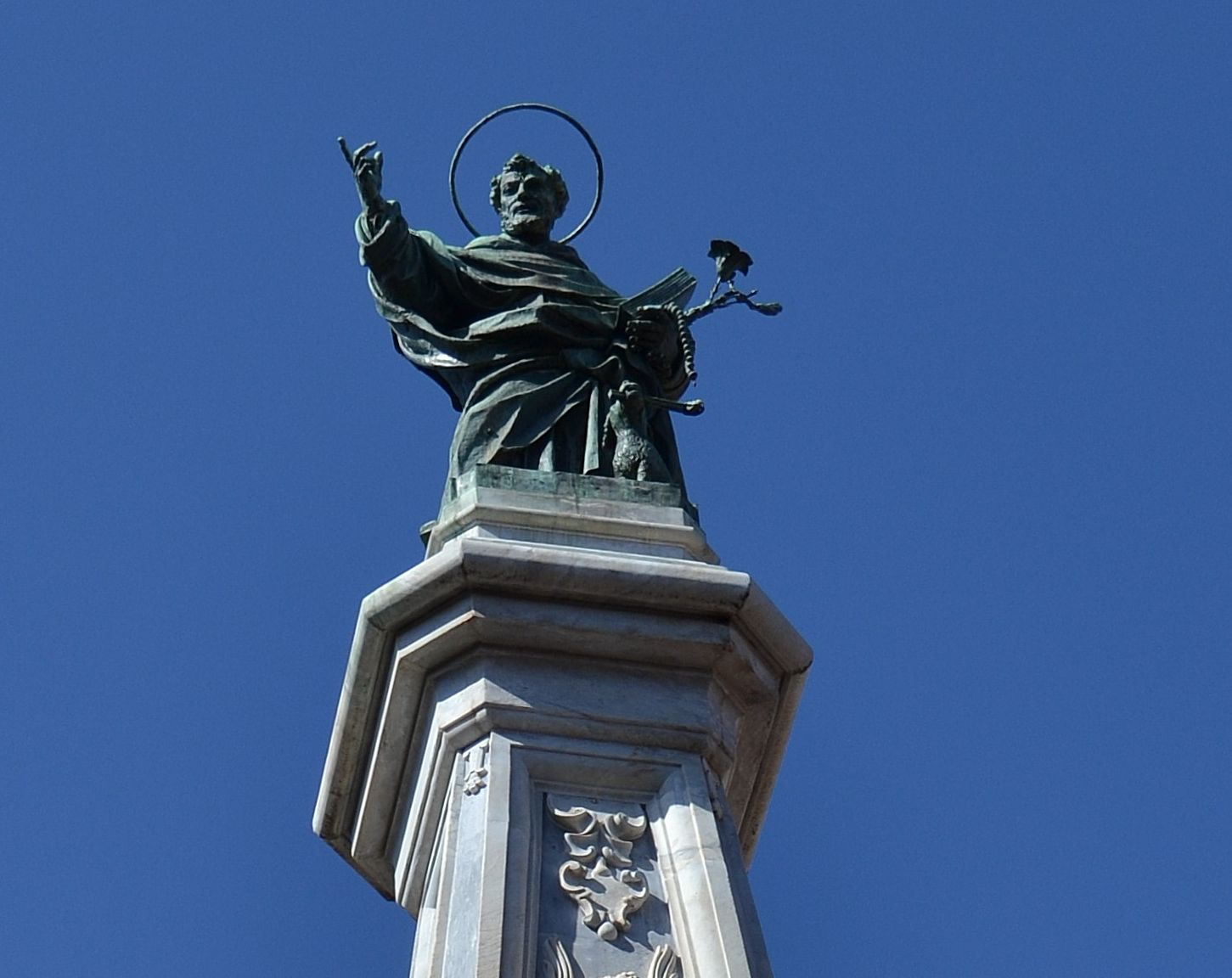
Estatua de Santo Domingo, colocada en 1747.

Después de un breve paréntesis de Lorenzo Vaccaro, discípulo de Fanzago, quien reemplazó a Picchiatti (alrededor de 1680), los trabajos se retomaron sólo después de casi cincuenta años, en 1736, con su hijo Domenico Antonio Vaccaro, que fue nombrado arquitecto de la obra y la completó el año siguiente. Además de añadir al monumento las esculturas decorativas y los frisos que faltaban, parcialmente realizados por Fanzago en el siglo XVII y que sólo retocó, Vaccaro modificó aún más los proyectos de Fanzago y Picchiatti, para que las partes diseñadas por sus predecesores se integraran mejor.
El obelisco podía considerarse concluido en 1737, aunque aún carecía de la estatua de Santo Domingo, que fue colocada en la cumbre del monumento sólo en 1747.

## Descripción

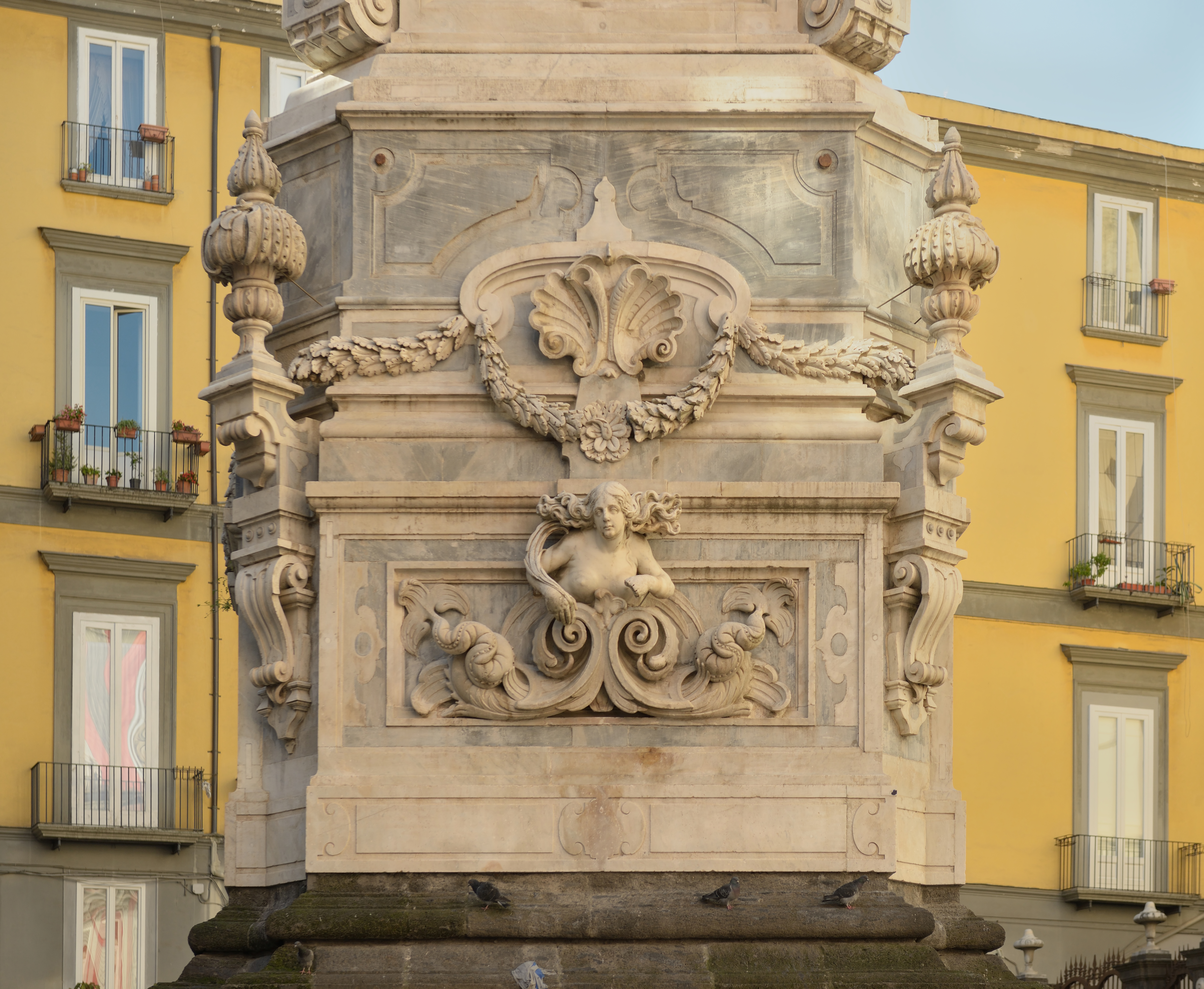
Sirena.

El proyecto de Fanzago consistía en la creación de una estructura en forma de pirámide desarrollándose en tres bases: la primera de piperno, la segunda y la tercera de tufo revestidas con decoraciones de mármol y lápidas. Sin embargo, la obra dirigida por Fanzago consiste únicamente en el basamento, cuyos elementos de mármol fueron llevados a cabo por Lorenzo Vaccaro, como las sirenas, las jarras en los ángulos y los festones en los lados.
Cuando el proyecto pasó a Picchiatti, se comenzó el revestimiento de mármol exterior de los niveles superiores; además, se añadieron algunas esculturas, operación que se llevó a cabo definitivamente bajo la dirección de Domenico Antonio Vaccaro, quien añadió también los elementos decorativos ya realizados por Fanzago y nunca colocados en el monumento.

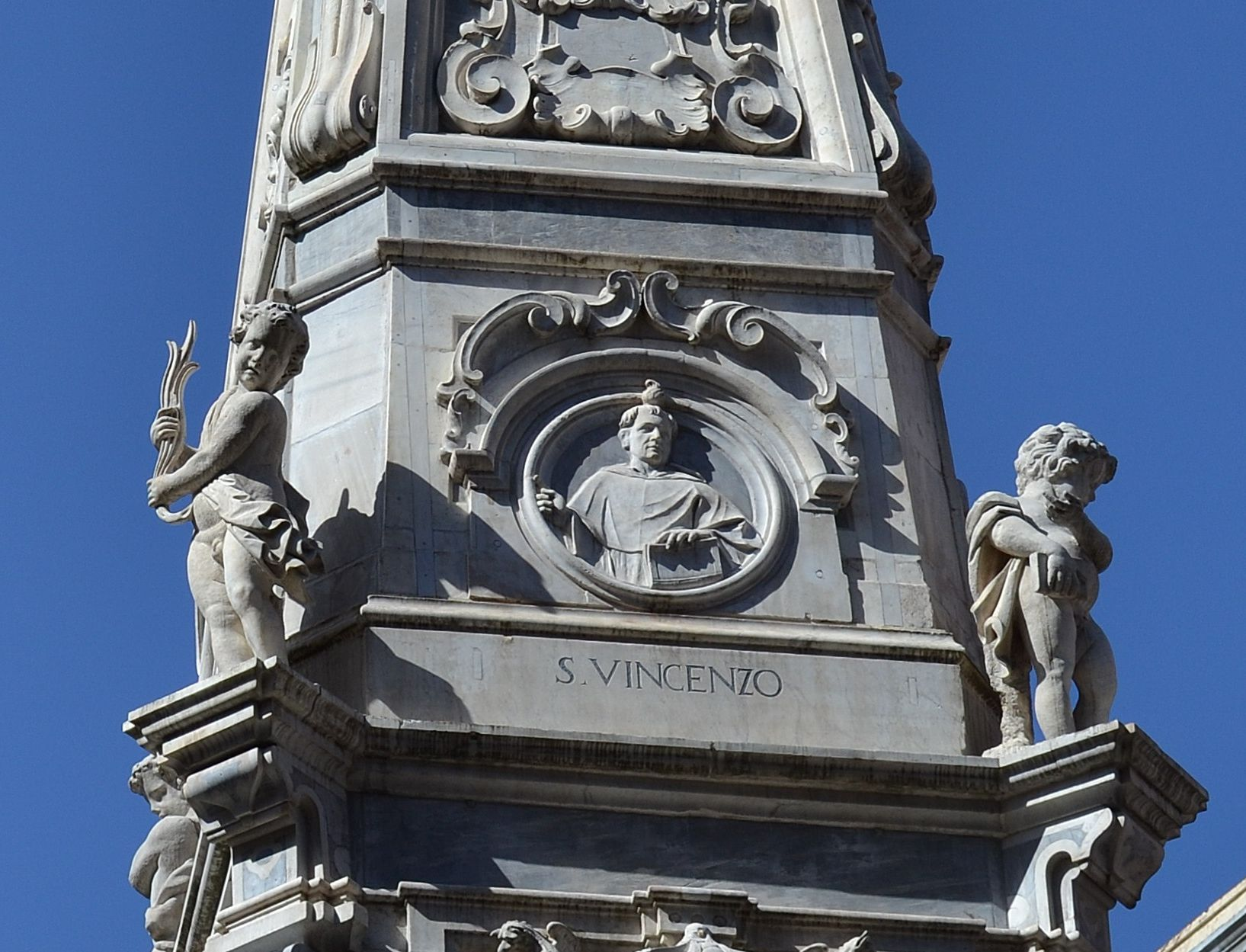
Particular con el busto de San Vicente Ferrer con dos putti.

Entre ellos, los escudos de la ciudad de Nápoles, de la Orden de Predicadores, de los reyes de España y de los virreyes de Nápoles en el segundo nivel, o los cuatro putti en los ángulos de la base del tercer nivel, al igual que los bustos de los santos dominicos colocados en cuatro medallones ubicados en todas las fachadas del monumento en el tercer nivel: San Pío V, Santa Inés, San Vicente Ferrer y Santa Margarita.
En cambio, pertenecen a la obra dirigida por Vaccaro los frisos en la cumbre del tercer nivel, que enmarcan a otros santos dominicos: abajo, se encuentran los medallones con San Jacinto, San Pedro Mártir, San Luis Bertrán y San Raimundo, mientras que más arriba están los medallones con Santa Rosa de Lima, San Tomás de Aquino, San Antonio y Santa Catalina.
La escultura de bronce de Santo Domingo, ubicada en el punto más alto del obelisco, es de atribución incierta, ya que fue colocada sólo en 1747, dos años después de la muerte de Vaccaro, el cual, sin embargo, había dibujado el boceto de la estatua.